# London Boulevard
London Boulevard (no Brasil: O Último Guarda-Costas) é um filme baseado no romance homônimo de Ken Bruen. Dirigido e escrito por William Monahan, é estrelado por Keira Knightley, Colin Farrell, David Thewlis, Anna Friel e Ray Winstone. Foi lançado no Reino Unido em 26 de Novembro de 2010. No Brasil será lançado em 17 de Junho de 2011.

## Sinopse
Mitchell (Colin Farrell) é um gângster londrino que, depois de sair da prisão, tenta desistir do crime e se torna o faz-tudo de Charlotte (Keira Knightley), uma reclusa jovem atriz.

## Elenco
- Colin Farrell como Mitchell
- Keira Knightley como Charlotte
- Ray Winstone como Rob Gant
- David Thewlis como Jordan
- Anna Friel como Briony
- Stephen Graham como Contador de Mitchell
- Ben Chaplin como Billy
- Eddie Marsan como DI Bailey
- Matt King como Fletcher
- Sanjeev Bhaskar como Dr. Sanji Raju
- Ophelia Lovibond como Penny
- Gerald Home como Empresário